# 安禿
安禿（?—?），元朝公主，元太宗皇子阔出的女儿，年长于阔出的儿子失烈门。
安禿嫁给了亦乞列思的首领锁儿哈，锁儿哈是孛秃之子。孛秃是成吉思汗的妹夫兼女婿（帖木侖、火臣别吉的驸马）。锁儿哈的先后尚安秃公主及宗室女不海罕公主。安秃公主生女为元宪宗皇后。其子札忽儿臣娶按赤台的女儿也孫真。锁儿哈死后，被元朝朝廷赠追赠宣忠保大翼运开国功臣、太师、开府仪同三司、驸马都尉、上柱国、昌王、谥忠定。 